# Nan Hu

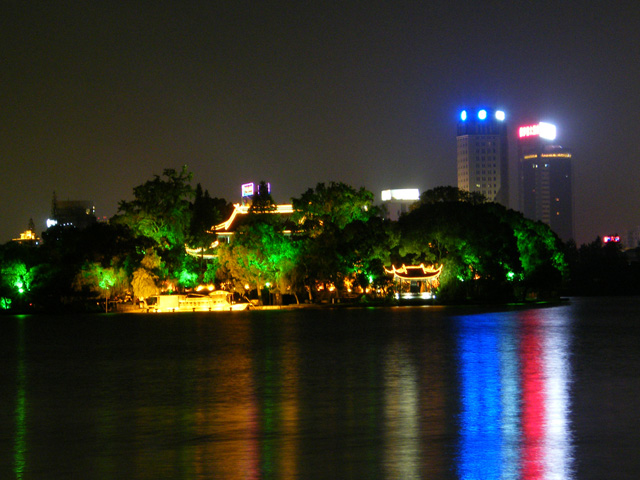
Der See bei Nacht

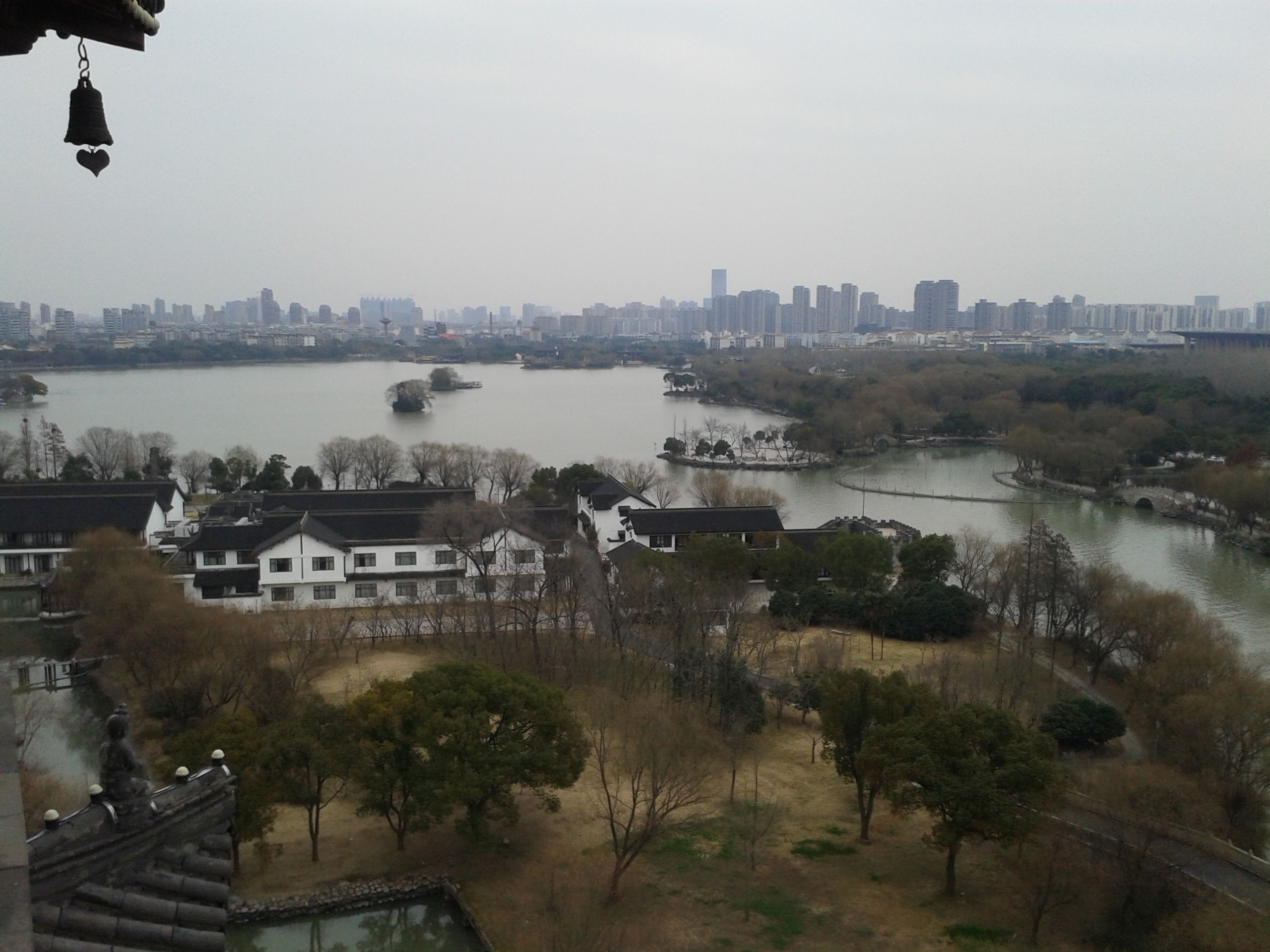
Blick auf den See mit Jiaxing im Hintergrund

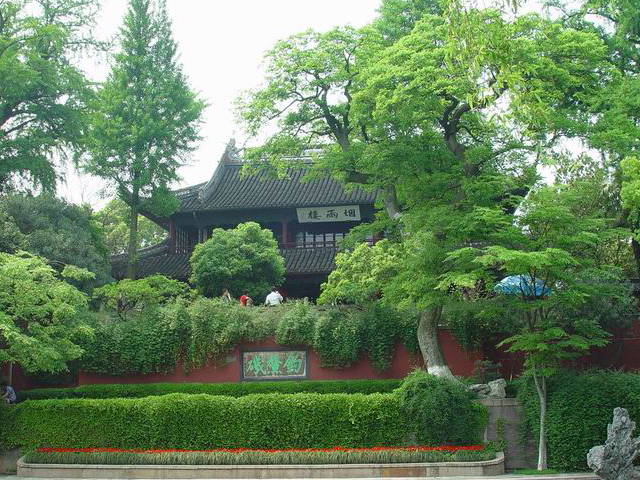
Yanyu-Pavillon auf dem Nan Hu („Südsee“) in Jiaxing (Zhejiang)

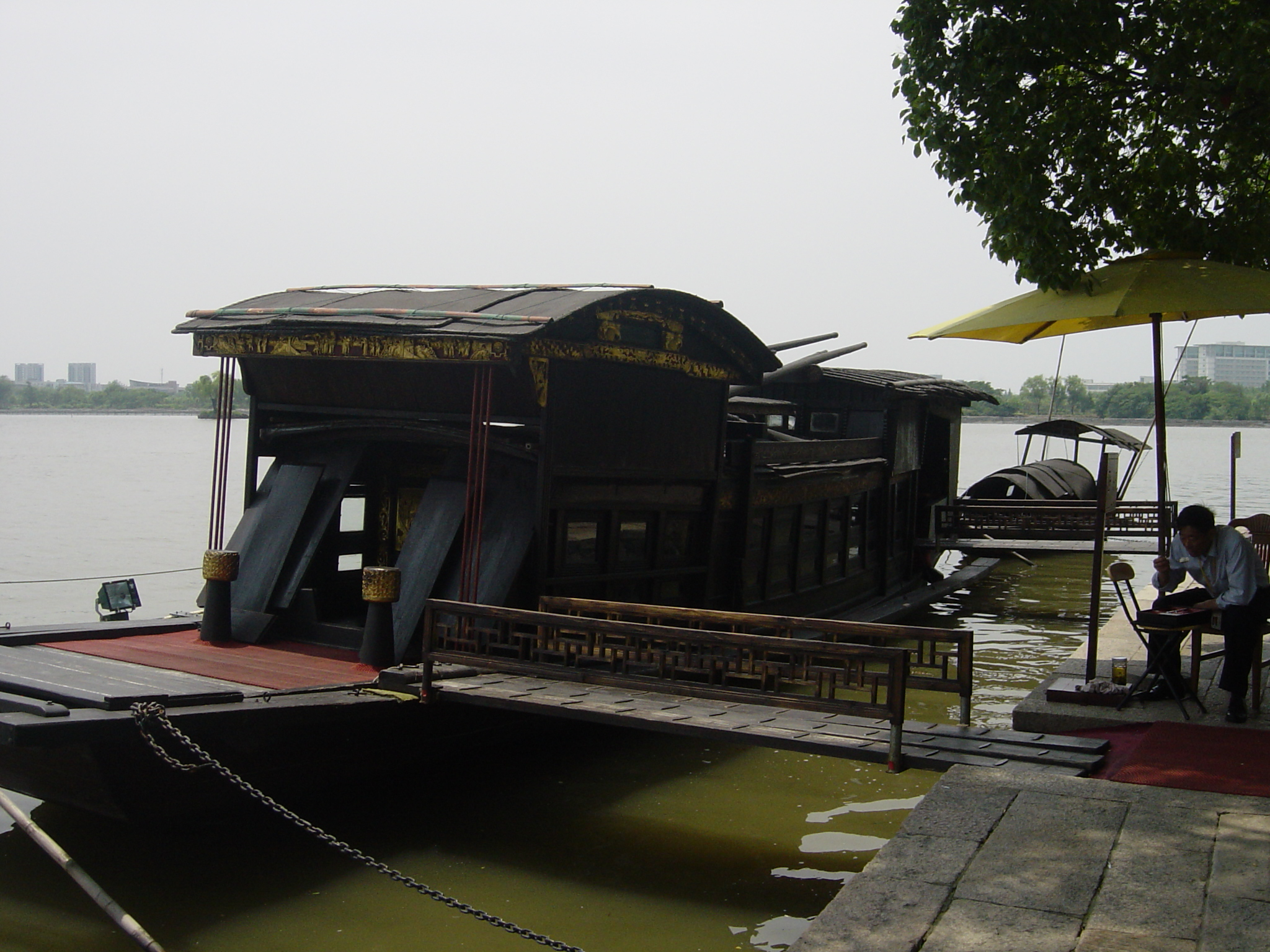
Rotes Boot vom Südsee

Der Nan Hu (chinesisch 南湖, Pinyin Nán Hú „Südsee“), früher als Yuanyang Hu (鸳鸯湖 / Yuānyāng Hú „Mandarinenten-See“) bezeichnet, befindet sich im Süden der Stadt Jiaxing in der chinesischen Provinz Zhejiang.

## Beschreibung
Der See hat eine Wasserfläche von über 400.000 Quadratmetern und eine Wassertiefe von etwa zwei bis fünf Metern. Zusammen mit dem Xuanwu-See in Nanjing und dem Westsee 西湖 in Hangzhou zählt er zu den Drei berühmten Seen von Jiangnan  (Jiangnan san daming hu 江南三大名湖). Es gibt eine kleine Insel im See, worauf sich der Yanyu-Pavillon befindet, ein beliebter Aussichtspunkt.

## Geschichte
Am 2. August 1921 beendete der erste Parteitag der Kommunistischen Partei Chinas die Tagesordnung der Konferenz auf einem Boot (vom Jiangnan-Typ 丝网船) in Nanhu und kündigte die Gründung der Kommunistischen Partei Chinas an. Seitdem wurde der Nan Hu von der KPCh als Geburtsort der chinesischen Revolution angesehen.
Das Rote Boot vom Nan Hu steht als Teil der Stätte des Ersten Parteitags der Kommunistischen Partei Chinas auf der Liste der Denkmäler der Volksrepublik China (1-11, 2001).